# أندريه ستيرلينغ
أندريه ستيرلينغ هو مهندس مدني ومهندس بلجيكي، ولد في 30 مارس 1924 في بروكسل في بلجيكا، وتوفي في 14 أبريل 2018.